# Coniobrevicolla
Coniobrevicolla är ett släkte av svampar. Coniobrevicolla ingår i familjen Trichosphaeriaceae, ordningen Trichosphaeriales, klassen Sordariomycetes, divisionen sporsäcksvampar och riket svampar.
|                 | Brachysporium                              |
|                 |                                            |
|                 | Eriosphaeria                               |
|                 |                                            |
|                 | Trichosphaeria                             |
|                 |                                            |
|                 | Cryptadelphia                              |
|                 |                                            |
|                 | Unisetosphaeria                            |
|                 |                                            |
|                 | Cresporhaphis                              |
|                 |                                            |
| Coniobrevicolla | \| \| Coniobrevicolla larsenii \| \| \| \| |
|                 | \| \| Coniobrevicolla larsenii \| \| \| \| |
|                 | Malacosphaeria                             |
|                 |                                            |
|                 | Acanthosphaeria                            |
|                 |                                            |
|                 | Melchioria                                 |
|                 |                                            |
|                 | Setocampanula                              |
|                 |                                            |
|                 | Coniobrevicolla larsenii                   |
|                 |                                            |

|  | Coniobrevicolla larsenii |
|  |                          |